# Torrent de la Rovireta
El torrent de la Rovireta és un torrent del terme municipal de Sant Quirze Safaja, a la comarca del Moianès. És al sector central del terme. Es forma a la Culalta, a prop i al nord-est de la masia de la Rovireta, per la unió del torrent de la Collada amb un altre torrent que davalla de llevant cap a aquell lloc. Des d'aquell lloc davalla cap al sud-oest, passa a migdia de la Rovireta, on gira més de dret cap al sud. Passa pel Sot de la Rovireta, deixant a ponent la Solella de la Rovireta i la Serra de la Rovireta i a llevant el Puig d'Olena i l'antic sanatori de Puigdolena, i emprèn el darrer tram, aquest ja en una vall més oberta.
Deixa a llevant la Solella de la Casanova i a ponent l'Estret, els Camps del Collell i el Collell, i de seguida passa per sota la carretera C-1413b per sota del Pont dels Tres Ulls. Al cap de 300 metres s'aboca en el Tenes, just a ponent del Càmping L'Illa i de la seva capella del Sant Crist, i al nord-est de les Ferreries. En aquest darrer tram també és anomenat torrent Rovira